# Jego zdaniem, jej zdaniem
Jego zdaniem, jej zdaniem (ang. He Said, She Said) – amerykański film z 1991 roku w reżyserii Kena Kwapisa i Marisy Silver.

## Obsada
- Kevin Bacon – Dan Hanson
- Elizabeth Perkins – Lorie Bryer
- Nathan Lane – Wally Thurman
- Anthony LaPaglia – Mark
- Sharon Stone – Linda Metzger
- Stanley Anderson – Bill Weller
- Charlayne Woodard – Cindy
- Danton Stone – Eric
- Phil Leeds – Pan Spepk
- Rita Karin – Pani Spepk